# ФК Хийли
ФК Хийли е футболен отбор от Шефилд, Англия.
Той е сред първите тимове, присъединили се към „Шефилд“ ФА и участвали в Йодан Къп - първия футболен турнир в света. Най-добрия играч е бил Джак Хънтър, играл два сезона за клуба и седем мача за националния отбор на Англия.
През 1882 г. ФК „Хийли“ печели Шефилд Челиндж Къп и по този начин става един от най-добрите и класни отбори в района.
По-късно тимът достига до 4-ти рунд на ФА Къп през 1883 година.